# This Moment Is a Flash
This Moment Is a Flash è il primo album della band canadese Dala. Fu prodotto il 3 aprile 2005

## Tracce
1. "Drive Through Summer"
2. "Catch the Wind" (Donovan Leitch)
3. "Butterfly to Wasp"
4. "Go Home Alone"
5. "Count to Ten"
6. "Strange Boy"
7. "This Girl"
8. "Fall Between"
9. "Patience"
10. "Fortress"